# Compas de réduction

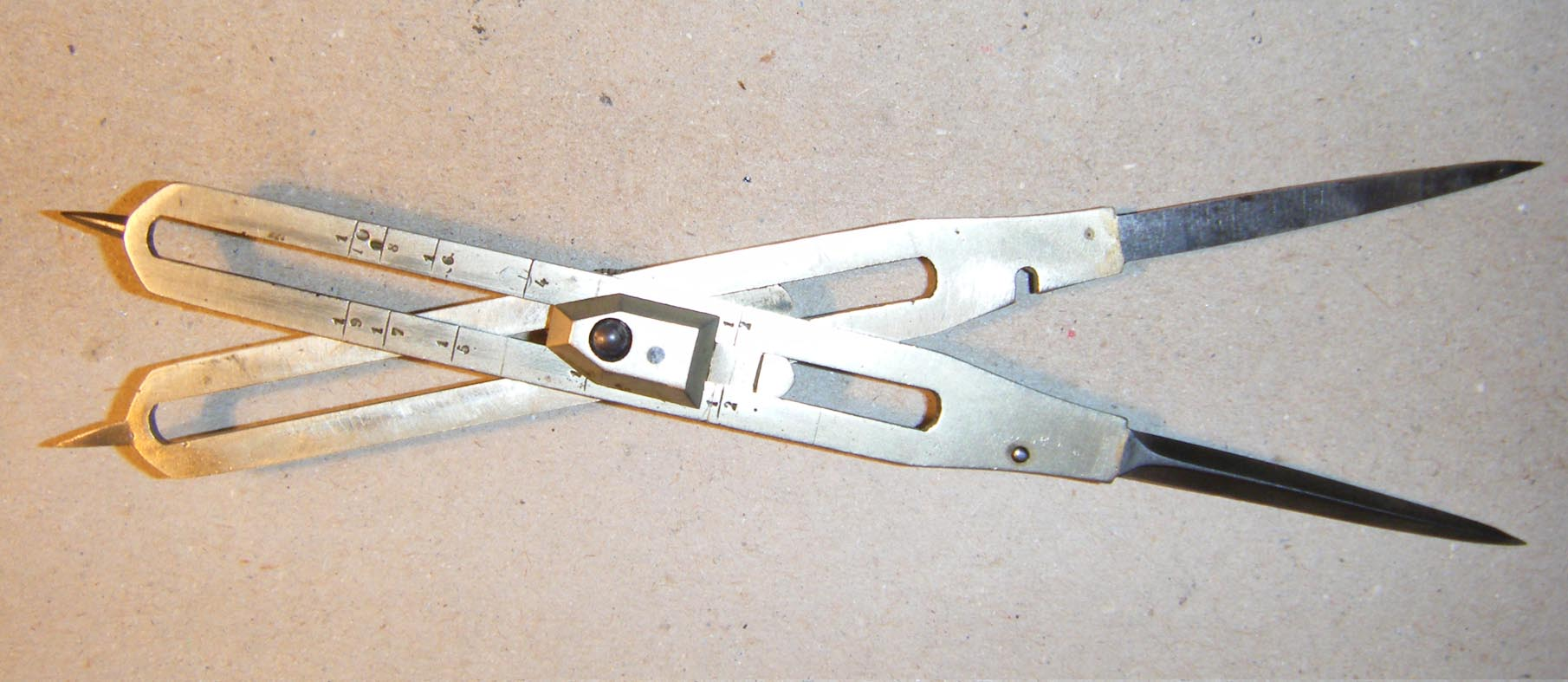
Un compas de réduction datant de la fin du XIXe siècle.

Le compas de réduction est un outil de géométrie dont les branches inégales permettent d'effectuer des homothéties, c'est-à-dire de reproduire un motif en agrandissant ou rapetissant sa taille tout en en conservant les angles.

## Utilisation
Le compas de réduction est composé de deux branches à deux pointes sèches chacune. Il en existe plusieurs types:
- Le compas de réduction simple : le pivot est fixe, et le facteur d’agrandissement est déterminé par la différence de longueur entre les deux paires de branches
- Le compas de réduction à tête mobile : le pivot est monté sur une glissière, sa position détermine le facteur d’agrandissement

|                                                                                            |
| compas de réduction simple. Exposé au Musée d'Histoire des Sciences de la ville de Genève. |

| |
| compas de réduction à tête mobile, Nairne de Londres, XVIIIe siècle. Exposé au Musée d'Histoire des Sciences de la ville de Genève. |

Le principe en est la proportionnalité des côtés de deux triangles isocèles semblables (car opposés par leurs sommets). Il a été utilisé en géographie, pour des changements d'échelle.
En sculpture, en gravure et en dessin, notamment topographique, il servait au praticien chargé de reproduire un modèle à l'échelle à reporter les distances des points repérés sur le modèle et sur la copie à l'échelle.